# Morganellaceae
Morganellaceae es una familia de bacterias gramnegativas del orden Enterobacterales. La descripción fue realizada por Adeolu et al. en 2016, en un trabajo que reorganizó la taxonomía de la familia Enterobacteriaceae. El género tipo es Morganella.

## Microbiología
Son bacterias oxidasa-negativas, arginina descarboxilasa-negativas y también negativas para la prueba de Voges-Proskauer.

## Taxonomía
Existen ocho géneros clasificados en esta familia:
- Arsenophonus Gherna et al. 1991
- Consenzaea Giammanco et al. 2011
- Moellerella Hickman-Brenner et al. 1984
- Morganella Fulton 1943
- Photorhabdus Boemare et al. 1993
- Proteus Hauser 1885
- Providencia Ewing 1962
- Xenorhabdus Thomas y Poinar 1979